# Quebrada de Tarapacá
La quebrada de Tarapacá es el principal recurso hidríco de la Pampa del Tamarugal, en la Región de Tarapacá, Chile. Su cauce nace en la cordillera de los Andes y atraviesa el desierto de Atacama, abasteciendo diversos asentamientos agrícolas.
Históricamente, ha sido un punto estratégico para comunidades prehispánicas y escenario de la Batalla de Tarapacá durante la Guerra del Pacífico.

## Trayecto
La Quebrada de Tarapacá nace con los aportes de la quebradas de Castillume y Colchane por el sur, y del Sallire por el norte. Aguas abajo, antes de llegar a Colchane, se une con la quebrada de Aroma, con un caudal de 120 l/s,  y con la quebrada Cotacahue por el sur, que aporta 100 l/s.: 63 
A dos kilómetros aguas arriba de Sibaya, se les une por el sur la quebrada de Siyajualla (o Jellajella), que permanece seca la mayor parte del año, pero aporta un caudal significativo en épocas de crecida. En Sibaya, la quebrada se estrecha y desciende, bordeando los campos de Licmaciña y Gueviña, situados a 2580 y 2300 m s. n. m., respectivamente. Cinco kilómetros aguas abajo de Gueviña, atraviesa el desfiladero de Mocha, un estrecho paso de 4 km de longitud y apenas 4 m de ancho, encajonado entre paredes verticales formadas en la unidad geológica Altos de Pica. Tras este tramo, la quebrada se ensancha y riega los campos cultivados de Moche.
Desde Mocha en adelante, se suceden diversos asentamientos agrícolas, donde se cultivan principalmente alfalfa y maíz. Entre ellos destacan Laonsana (1730 m s. n. m.), Pachica (1550 m s. n. m.), Carora, Caigua, San Lorenzo de Tarapacá y Huarasiña. Durante este trayecto, la quebrada recibe varios afluentes, siendo el más importante la quebrada de Chusmiza, cuyas aguas termales provienen del cerro Casiri y desembocan en el cauce principal poco antes de Mocha. 
Niemeyer señala:
Indudablemente que el afluente principal de la qda. Tarapacá es la qda. Coscaya que le entra por el sur aguas abajo de Mocha y posee cabeceras enraizadas en la alta cordillera. En efecto, sus nacientes se encuentran deslindando con la hoya del río Ocacucho, en los cerros de Quimsachata de donde viene su formativo principal, la quebrada de Tucuruma, con un aporte de 90 l/s, que se junta con la qda. Andrés Quiguata. Drena en su recorrido la Pampa Lirima, amplia meseta situada sobre 4000 m de elevación, con varias aguadas de cierta importancia que provienen principalmente del lado norte, tales como Chaiviri, Pocopoco, Chancahuano con nacimiento en el Co. Lirima. Las aguas de todas estas quebradas se sumen en los terrenos arenosos de la pampa de modo que al formarse en definitiva la qda. Coscaya lleva un gasto de unos 150 l/s. En la localidad de Poroma se riegan unas 70 há de chacras con 80 l/s de agua de calidad aceptable. La longitud de este afluente sur es de aproximadamente 62 km. La qda. de Tarapacá recibe finalmente por el sur, en Pachica, la quebrada de Linga, habitualmente seca.
Por último, en Pachica, la quebrada de Tarapacá recibe el aporte de la quebrada de Linga, que generalmente permanece seca. Más adelante, sus aguas se infiltran y evaporan en la Pampa.: 64 

## Caudal y régimen
La quebrada de Tarapacá tiene un régimen pluvial, con un aumento estacional del caudal durante el invierno altiplánico, entre enero y marzo. Estudios hidrológicos realizados entre 2004 y 2015 estiman un caudal superficial promedio de 586 l/s en temporada de lluvias, y cerca de 127 l/s en época seca, además de un aporte subterráneo permanente de aproximadamente 99 l/s. Esto convierte a la quebrada en uno de los principales aportes hídricos a la Pampa del Tamarugal. En la década de 1970, la Dirección de Riego reportó caudales de hasta 250 l/s en la zona alta, aunque señaló que la calidad del agua era deficiente para algunos usos agrícolas. El agua presenta un alto contenido total de sales y un índice de sodio bajo a medio, lo que limita su uso para riego.

Curvas de variación estacional
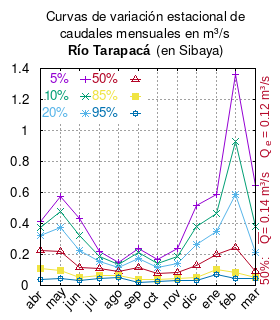
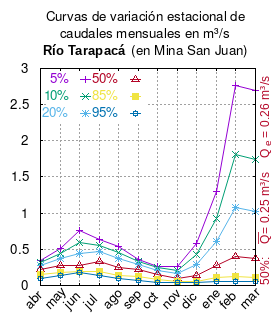

## Historia
Francisco Solano Asta-Buruaga y Cienfuegos escribió en 1899 en su obra póstuma Diccionario Geográfico de la República de Chile sobre el lugar:
Tarapacá.-—Ciudad del departamento de su nombre y anteriormente capital de esta comarca situada á la parte oriental por los 19º 56' Lat. y 69° 35' Lon., y á una elevación de 1,158 metros sobre el nivel del Pacífico. Dista 63 kilómetros hacia el NE. de Iquique. Tiene su asiento á nueve kilómetros de la entrada de la gran abra, que con la denominación de quebrada de Tarapacá, arranca de las altas faldas de los Andes y va á morir al poniente con el grueso riachuelo, que corre por su fondo, en el borde oriental de la llanura ó pampa de los ricos salitrales del departamento. Se alza su caserio á la banda norte del riachuelo un tanto separado de ella y rodeado por las alturas de ese costado, formando calles regularmente ordenadas; contiene una iglesia parroquial, oficinas de registro civil y de correo y casas de modesta apariencia, y una población de 1,407 habitantes, la mayor parte indígena. Los contornos y cercanías del pueblo son de terrenos con abundante vegetación y bien regados que producen como todo el valle de la quebrada, maíz, algunas legumbres, frutas, alfalfa, &c. Se hallan en la misma quebrada las aldeas de Guarasiña, Pachica, Mocha, Sibaya y otras. Esta ciudad fué teatro el 27 de noviembre de 1879 de una recia batalla en la guerra entre Chile y el Perú y Bolivia, en que murió el distinguido comandante chileno Eleuterio Ramírez. El nombre de tarapaca parece venir del quichua tari, hallar, y paca, cosa secreta.